# Eugenia Sienkiewicz-Przyałgowska

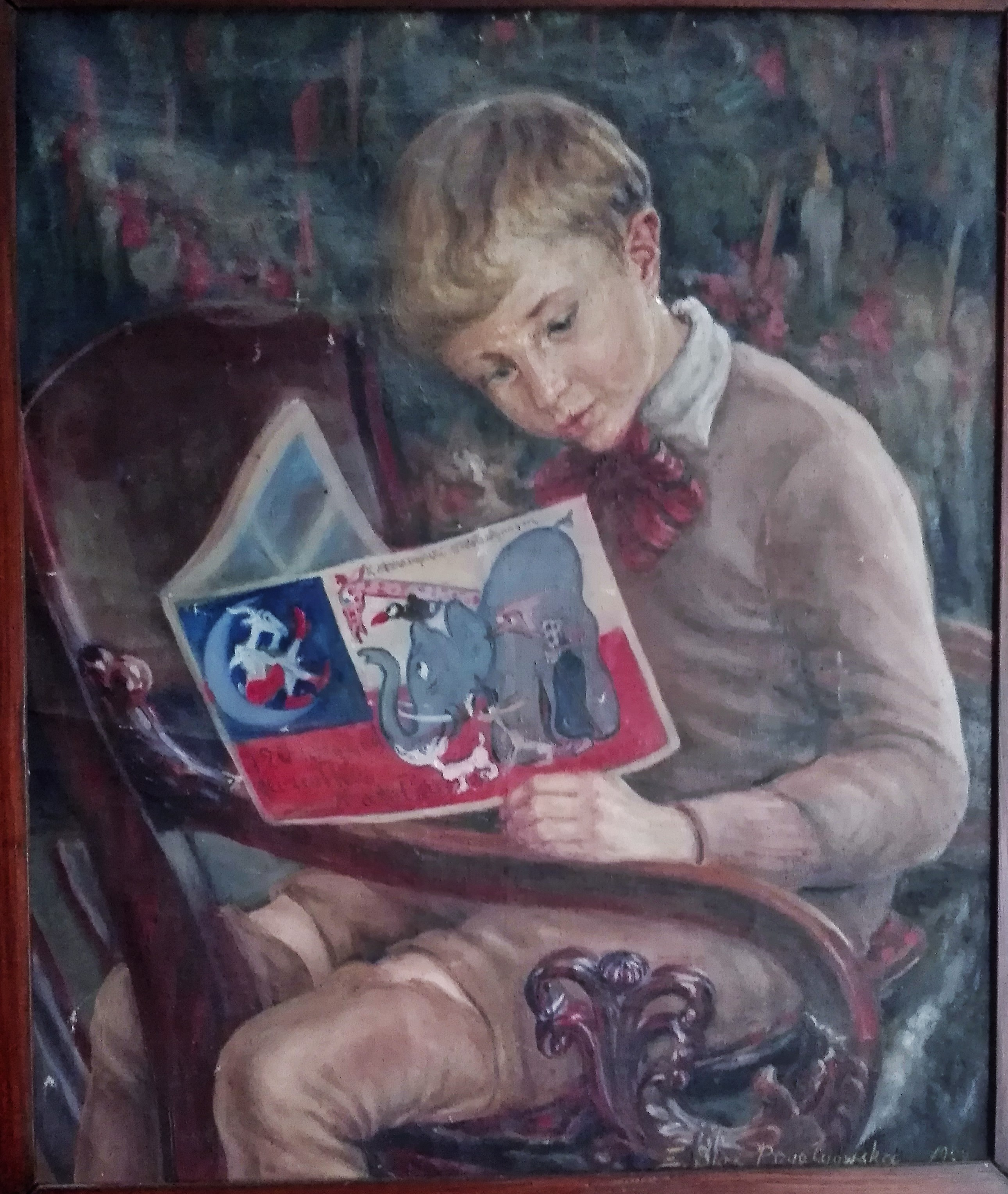
Portret Tadeusza Sienkiewicza autorstwa Eugenii Sienkiewicz-Przyałgowskiej, lata 30. XX w.

Eugenia Sienkiewicz-Przyałgowska (ur. 10 listopada 1891 w Wilnie, zm. 10 stycznia 1980 tamże) – malarka, nauczycielka, żona lekarza Marina Przyałgowskiego.

## Życiorys
Pochodziła ze szlacheckiej Sienkiewiczów rodziny herbu Wenda. W latach 1902–1907 uczyła się w Wileńskiej Szkole Rysunkowej, zaś w latach 1907–1910 w Szkole Technicznej Rysunku i Malarstwa dla Rzemieślników. Naukę kontynuowała w krakowskiej Szkole Sztuk Pięknych dla Kobiet M. Niedzielskiej, m.in. u S. Kamockiego i W. Tetmajera oraz na Kursach Wyższych dla Kobiet im. A. Baranieckiego przy Muzeum Techniczno-Przemysłowym u J. Malczewskiego, W. Wodzianowskiego i J. Siedleckiego. Na wystawie tych Kursów w 1911 r. jej obraz „Portret chłopki” zdobył III nagrodę. Od 1912 r. w Wilnie, uczennica Szkoły Rysunkowej u M. Siergejewa-Korobowa, uczestniczka wystawy pejzażu i fotografii zorganizowanej przez S. Jarockiego. W latach 1916–1923 przebywała m.in. w Harbinie u siostry Stanisławy Homan, gdzie uczyła rysunku w Gimnazjum Polskim, od 1917 r. w Petersburgu. Od 1923 r. ponownie w Wilnie, w latach 1931–1935 była skarbnikiem Wileńskiego Towarzystwa Niezależnych Artystów Sztuk Pięknych. Uczestniczyła w wystawach Towarzystwa, w Wilnie i warszawskiej Zachęcie (1933), m.in. z Czesławem Wierusz-Kowalskim. W 1939 r. wstąpiła do Wileńskiego Towarzystwa Popularyzacji Kultury. Po wojnie zaniechała działalności twórczej.
Została pochowana na Cmentarzu Słonecznym (Saules Kapines) w Wilnie. Autorka pejzaży i obrazów wojny, później malowała portrety członków rodziny oraz wileńskich lekarzy i profesorów, jak również martwe natury i obrazy do kościołów. Jej portret pędzla M. Siergejewa-Korobowa jest stale eksponowany w wileńskim Wileńskiej Galerii Malarstwa (Vilniaus Paveikslu Gelarija). Pozostawiła nieopublikowane wspomnienia.